# Hestimidius
Hestimidius is een kevergeslacht uit de familie van de boktorren (Cerambycidae). De wetenschappelijke naam van het geslacht werd voor het eerst geldig gepubliceerd in 1939 door Breuning.

## Soorten
Hestimidius omvat de volgende soorten:
- Hestimidius humeralis Breuning, 1939
- Hestimidius ingranulatus Breuning, 1939
- Hestimidius ochreosignatus Breuning, 1939